# 王松年 (清朝)
王松年，陝西省西安府渭南縣，清朝政治人物、进士出身。

## 生平
嘉慶六年（1801年），登進士；
嘉慶十七年（1812年）七月 ，工部候補主事。
嘉慶年間，担任江南道監察御史。
嘉慶二十二年（1817年）7月後，掌川道監察御史。
道光二年（1822年），擔任刑科給事中。

## 相關
- 清朝行政区划
- 道 (行政区划)